# 小寺正三
小寺 正三（こでら しょうぞう、1914年1月16日 - 1995年2月12日）は、日本の小説家。

## 人物
大阪府豊中市出身。早稲田大学国文科中退。川端康成のいとこの子に当たり、川端に師事して小説を書く。戦後、日本社会党支部長、豊中市議会議員、大阪文学学校講師を務めた。

## 著書
- 『愛の記録 傷痍軍人に寄する純愛記』大阪新聞社 1944
- 『月の村 句集』星雲社 1948
- 『五代友厚』新人物往来社 1973 「起業家五代友厚」現代教養文庫
- 『大阪繁栄史』市場春秋社 1983.2
- 『身辺抄 小寺正三遺稿集』みるめ書房 1996.3
- 『小寺正三選集』「身辺抄」の会 1996.7

## 関連人物
- 川端康成
- 小寺可南子 - 小寺正三の孫。歌手。

## 参考
- 文藝年鑑1955、1978